# Aleia Hobbs
Aleia Hobbs (née le 24 février 1996 à La Nouvelle-Orléans) est une athlète américaine, spécialiste des épreuves de sprint.

## Biographie
En 2005, elle survit à l'Ouragan Katrina.
Le 29 avril 2017, à Baton Rouge, Aleia Hobbs descend pour la première fois sous les 11 secondes sur 100 m en réalisant le temps de 10 s 85 (vent favorable de 2,0 m/s).
Sur 4 x 100 m, elle est médaillée d'argent aux Jeux Olympiques à Tokyo en 2021, et médaillée d'or aux Mondiaux d'Eugene en 2022, en ayant pris part uniquement aux séries au sein de l'équipe américaine de relais. Lors de ces derniers championnats du monde, elle se classe également 6e du 100 m en 10 s 92.
Le 18 février 2023, l'Américaine établit la deuxième meilleure performance de l'histoire sur 60 m en courant en 6 s 94, à seulement deux centièmes du record du monde de la Russe Irina Privalova, qui datait de 1993. Elle bat également le record des Etats-Unis de Gail Devers, qui était de 6 s 95.

## Palmarès

### International
| Date | Compétition                        | Lieu                               | Résultat | Épreuve   | Temps   |
| ---- | ---------------------------------- | ---------------------------------- | -------- | --------- | ------- |
| 2015 | Championnats panaméricains juniors | Edmonton                           | 2e       | 100 m     | 11 s 50 |
| 2015 | Championnats panaméricains juniors | Edmonton                           | 1re      | 4 × 100 m | 43 s 79 |
| 2019 | Relais mondiaux de l'IAAF          | Yokohama                           | 1re      | 4 x 100 m | 43 s 27 |
| 2019 | Ligue de diamant                   | Ligue de diamant                   | 6e       | 100 m     | 11 s 29 |
| 2021 | Jeux olympiques                    | Tokyo                              | 2e       | 4 x 100 m | séries  |
| 2022 | Championnats du monde              | Eugene                             | 6e       | 100 m     | 10 s 92 |
| 2022 | Championnats du monde              | Eugene                             | 1re      | 4 x 100 m | séries  |
| 2023 | Circuit mondial en salle de l'IAAF | Circuit mondial en salle de l'IAAF | 1re      | 60 m      | 20 pts  |

### National
- Championnats des États-Unis d'athlétisme :
  - 100 m : vainqueure en 2018
- Championnats des États-Unis d'athlétisme en salle :
  - 60 m : vainqueur en 2023

## Records
| Épreuve      | Temps        | Vent         | Lieu         | Date            |
| En plein air | En plein air | En plein air | En plein air | En plein air    |
| ------------ | ------------ | ------------ | ------------ | --------------- |
| 100 m        | 10 s 81      | + 0,5        | Eugene       | 24 juin 2022    |
| 200 m        | 22 s 93      | + 0,8        | Coral Gables | 14 avril 2018   |
| En salle     |              |              |              |                 |
| 60 m         | 6 s 94       | -            | Albuquerque  | 18 février 2023 |